# Pyrilia vulturina
Il pappagallo vulturino (Pyrilia vulturina Kuhl, 1820) è un uccello della famiglia degli Psittacidi.

## Descrizione
È un pappagallo di taglia attorno ai 23 cm, con la conformazione del capo un po' schiacciata e il becco un po' allungato che ricordano quasi un rapace. Tuttavia la colorazione è tale per cui viene subito da pensare ai pappagalli. Non presenta dimorfismo sessuale; il piumaggio generale è verde con corona gialla dorata, vertice del capo e guance nero-brune, nuca, collo e parte superiore del petto oro-nero a scaglie con un effetto di colore veramente particolare. Sulle spalle una evidente banda rosa che prosegue nella parte inferiore dell'ala; le ali sono verdi e blu, con remiganti nere, come la parte terminale delle timoniere; il sottocoda è sfumato in giallo come i calzoni. L'iride è arancio e il becco giallastro sfumato in nero sulla punta; le zampe sono grigie. I soggetti immaturi si presentano senza colorazione nero-oro, sostituita dal verde, e con tutti i colori smorti.

## Distribuzione e habitat
Vive nell'Amazzonia brasiliana, preferibilmente nelle foreste a galleria e in quelle di mangrovie.